# Dragan Miranović
Dragan Miranović (Feketić, Yugoslavia, 18 de mayo de 1956-Quito, 19 de marzo de 2012) fue un futbolista y entrenador de fútbol serbio. Dirigió a varios clubes de fútbol en las ligas de Colombia y Ecuador.

## Trayectoria
Con el Valdez Sporting Club fue subcampeón de la Serie A de Ecuador, lo cual le permitió jugar en la Copa Libertadores 1992.

### Entrenador
Tras su retiro el Deportivo Quito le da la oportunidad de hacer su debut como DT en 1992.
Recomendado por Vladimir Popović dirigió por 3 años las selecciones menores del Perú. A mediados de 1995 pasa a ser el asistente de la Selección de fútbol de Bolivia hasta finales de 1998.
Entre 1999 y 2010 dirigió varios clubes entre Colombia y Ecuador.
En mayo de 2010 regresa al FK Spartak Subotica, equipo que en su etapa como jugador militó en el club durante 11 años (1976/87) en los que disputaría 182 partidos marcando 35 goles. Dirigió un total de 19 partidos con un saldo de 8 ganados, 6 empatados y 5 perdidos. 
En 2011 dirige por última vez al Olmedo.

## Fallecimiento
Su fallecimiento se produjo por un infarto cuando caminaba hacia su negocio en Quito, donde residía. Su fallecimiento lo lamentaron a través de redes jugadores como Claudio Pizarro, Antonio Valencia entre otros.

## Clubes

### Como jugador
| Club             | País       | Año         |
| ---------------- | ---------- | ----------- |
| Slavija Novi Sad | Yugoslavia | 1975 - 1976 |
| Spartak Subotica | Yugoslavia | 1976 - 1987 |
| SV Spittal       | Austria    | 1987 - 1989 |
| Valdez           | Ecuador    | 1990 - 1992 |

### Como asistente
| Club                 | Año         | Asistente De    |
| -------------------- | ----------- | --------------- |
| Selección de Bolivia | 1995 - 1998 | Antonio López   |
| Selección de Bolivia | 1995 - 1998 | Dusan Draskovic |

### Como entrenador
| Club                      | País     | Año         |
| ------------------------- | -------- | ----------- |
| Deportivo Quito           | Ecuador  | 1992        |
| Selección sub-17 del Perú | Perú     | 1993 - 1995 |
| Selección sub-20 del Perú | Perú     | 1993 - 1995 |
| El Nacional               | Ecuador  | 1999 - 2000 |
| Barcelona SC              | Ecuador  | 2001        |
| Olmedo                    | Ecuador  | 2001        |
| Independiente Santa Fe    | Colombia | 2002        |
| Atlético Junior           | Colombia | 2003        |
| El Nacional               | Ecuador  | 2003        |
| Olmedo                    | Ecuador  | 2004        |
| Millonarios               | Colombia | 2004 - 2005 |
| Aucas                     | Ecuador  | 2005        |
| Deportivo Cuenca          | Ecuador  | 2006        |
| Atlético Junior           | Colombia | 2006        |
| Deportivo Quito           | Ecuador  | 2006 - 2007 |
| Olmedo                    | Ecuador  | 2008 - 2009 |
| Aucas                     | Ecuador  | 2010        |
| Spartak Subotica          | Serbia   | 2010        |
| Olmedo                    | Ecuador  | 2011        |